# Lukas Müller (Handballspieler)
Lukas Müller (* 15. August 1992 in Wien) ist ein ehemaliger österreichischer Handballspieler.

## Karriere
Der gebürtige Wiener ist mit Saisonstart 2012/13 in den Kader der Kampfmannschaft des Handballclubs Fivers Margareten aufgerückt davor war er für die Margaretner auch in diversen Jugendmannschaften aktiv. Mit den Wienern sicherte er sich 2013, 2015, 2016 und 2017 den ÖHB-Cup sowie 2016 die österreichische Meisterschaft. Nach der Saison 2016/17 beendete Müller seine Karriere.

## Saisonbilanzen

### HLA
| Saison    | Verein                         | Spielklasse | Tore | 7-Meter | Feldtore |
| --------- | ------------------------------ | ----------- | ---- | ------- | -------- |
| 2013/14   | Handballclub Fivers Margareten | HLA         | 23   | 0/0     | 23       |
| 2014/15   | Handballclub Fivers Margareten | HLA         | 0    | 0/0     | 0        |
| 2015/16   | Handballclub Fivers Margareten | HLA         | 17   | 0/0     | 17       |
| 2016/17   | Handballclub Fivers Margareten | HLA         | 12   | 0/0     | 12       |
| 2013–2017 | gesamt                         | HLA         | 52   | 0/0     | 52       |

### HBA
| Saison    | Verein                         | Spielklasse | Tore | 7-Meter    | Feldtore |
| --------- | ------------------------------ | ----------- | ---- | ---------- | -------- |
| 2013/14   | Handballclub Fivers Margareten | HBA         | 9    | 5/6        | 4        |
| 2014/15   | Handballclub Fivers Margareten | HBA         | 20   | 2/3        | 18       |
| 2013–2015 | gesamt                         | HBA         | 29   | 7/9 (78 %) | 22       |

## Erfolge
- 1× Österreichischer Meister 2015/16
- 4× Österreichischer Pokalsieger 2012/13, 2014/15, 2015/16, 2016/17